# 丸子 (福島市)
丸子（まりこ）は、福島県福島市の大字である。郵便番号は960-0111。

## 地理
福島市北部の北信地区に属し、地区南部に位置する。北で南矢野目、鎌田と、東で本内と、南東で五十辺（北原）、信夫山（大森）と、南から西にかけ御山とそれぞれ隣接する。概ね町村制施行以前の丸子村の流れを汲む地域である。松川左岸の平地と、一部右岸と信夫山北側山麓を区域としている。かつては水田や果樹園が広がっていたが、現在は国道4号や福島市道21号北沢又丸子線（福商通り）などの幹線道路沿いを中心に都市化が進み、福島市街地北部に隣接する地域として住宅地や商業地が広がる。飯坂町平野に所在する 福島北警察署及び鎌田に所在する飯坂消防署東出張所がそれぞれ管轄にあたる。

### 山
- 信夫山

### 河川
- 阿武隈川
  - 松川

### 主な字
- 石名田
- 漆方
- 大開
- 御山越
- 上川原
- 上六反田
- 北下川原
- 沢目
- 三條院
- 四反田
- 下六反田
- 台
- 辰ノ尾
- 富塚
- 富塚前
- 中川原
- 中ノ町
- 中町裏
- 東前
- 広町
- 町裏
- 町頭
- 南下川原
- 前川原
- 柳原
- 芳堀

## 歴史
- 1889年（明治22年）4月1日 - 町村制の施行により信夫郡鎌田村が発足。旧丸子村域は鎌田村の大字となる。
- 1947年（昭和22年） 3月10日 - 鎌田村が福島市へ編入され、福島市の大字となる。

## 世帯数と人口
2022年（令和4年）3月31日現在の世帯数と人口は以下の通りである。
| 大字 | 世帯数   | 人口   |
| ---- | -------- | ------ |
| 丸子 | 2161世帯 | 4907人 |

## 小・中学校の学区
市立小・中学校に通う場合、学区は以下の通りとなる。
| 番地                               | 小学校             | 中学校                 |
| ---------------------------------- | ------------------ | ---------------------- |
| 字御山越、三條院、上川原の松川以南 | 福島市立御山小学校 | 福島市立福島第四中学校 |
| 上記を除く全域                     | 福島市立鎌田小学校 | 福島市立北信中学校     |

## 交通

### 鉄道
- JR東北新幹線

### 道路
- 国道4号
- 福島市道21号北沢又丸子線（福商通り）
- 福島市道27号方木田茶屋下線（計画路線）
- 福島市道54号御山宮代線（松川渡河部未整備）
- 福島市道50500号松川畑穴田線（旧奥州街道・旧国道4号）

### バス
福島交通路線バス
- （国道13号・福島駅方面） - 富塚 - 福商前 - 丸子 - 漆方 - 本内局前 - （国道4号・福島駅方面）
  - 信夫山循環13号先回り
  - 信夫山循環4号先回り

## 施設
- 福島県立福島商業高等学校
- 福島市立鎌田小学校
- 上川原運動公園
- ヨークベニマル 福島鎌田店
- コジマ×ビックカメラ 福島店
- ツルハドラッグ 福島丸子店
- ネッツトヨタ福島 福島丸子店
- 日産プリンス福島販売 福島鎌田店
- 古峰神社
- 大地鎮神社